# Aprenentatge automàtic quàntic

Quatre enfocaments diferents per combinar les disciplines de la computació quàntica i l'aprenentatge automàtic. La primera lletra fa referència a si el sistema en estudi és clàssic o quàntic, mentre que la segona lletra defineix si s'utilitza un dispositiu de processament d'informació clàssic o quàntic.

L'aprenentatge automàtic quàntic és la integració d'algoritmes quàntics dins dels programes d'aprenentatge automàtic.
L'ús més habitual del terme fa referència als algorismes d'aprenentatge automàtic per a l'anàlisi de dades clàssiques executades en un ordinador quàntic, és a dir, l'aprenentatge automàtic millorat amb quàntic. Mentre que els algorismes d'aprenentatge automàtic s'utilitzen per calcular quantitats immenses de dades, l'aprenentatge automàtic quàntic utilitza qubits i operacions quàntiques o sistemes quàntics especialitzats per millorar la velocitat computacional i l'emmagatzematge de dades fet per algorismes en un programa. Això inclou mètodes híbrids que impliquen processament tant clàssic com quàntic, on les subrutines computacionalment difícils es subcontracten a un dispositiu quàntic. Aquestes rutines poden ser de naturalesa més complexa i executar-se més ràpidament en un ordinador quàntic. A més, es poden utilitzar algorismes quàntics per analitzar estats quàntics en lloc de dades clàssiques.
Més enllà de la computació quàntica, el terme "aprenentatge automàtic quàntic" també s'associa amb mètodes clàssics d'aprenentatge automàtic aplicats a dades generades a partir d'experiments quàntics (és a dir, aprenentatge automàtic de sistemes quàntics), com ara l'aprenentatge de les transicions de fase d'un sistema quàntic o crear nous experiments quàntics.
L'aprenentatge automàtic quàntic també s'estén a una branca de recerca que explora les similituds metodològiques i estructurals entre determinats sistemes físics i sistemes d'aprenentatge, en particular les xarxes neuronals. Per exemple, algunes tècniques matemàtiques i numèriques de la física quàntica són aplicables a l'aprenentatge profund clàssic i viceversa.
A més, els investigadors investiguen nocions més abstractes de la teoria de l'aprenentatge pel que fa a la informació quàntica, de vegades anomenada "teoria de l'aprenentatge quàntic".

## Aprenentatge automàtic amb ordinadors quàntics
L'aprenentatge automàtic quàntic millorat fa referència als algorismes quàntics que resolen tasques en l'aprenentatge automàtic, millorant i sovint accelerant les tècniques clàssiques d'aprenentatge automàtic. Aquests algorismes solen requerir que un codifique el conjunt de dades clàssic donat en un ordinador quàntic per fer-lo accessible per al processament d'informació quàntica. Posteriorment, s'apliquen rutines de processament d'informació quàntica i el resultat del càlcul quàntic es llegeix mesurant el sistema quàntic. Per exemple, el resultat de la mesura d'un qubit revela el resultat d'una tasca de classificació binària. Tot i que moltes propostes d'algoritmes d'aprenentatge automàtic quàntic són encara purament teòriques i requereixen provar un ordinador quàntic universal a gran escala, d'altres s'han implementat en dispositius quàntics a petita escala o de propòsit especial.
- Memòries associatives quàntiques i reconeixement de patrons quàntics.
- Simulació d'àlgebra lineal amb amplituds quàntiques.
- Algorismes quàntics variacionals (VQA).
- Circuits quàntics variacionals (VQC).
- Classificador binari quàntic.
- Algorismes d'aprenentatge automàtic quàntic basats en la cerca de Grover.
- Aprenentatge de reforç quàntic.
- Recuit quàntic.
- Circuit NISQ com a model quàntic.
- Tècniques de mostreig quàntic.
- Xarxes neuronals quàntiques.
- Xarxa neuronal de convolució quàntica.
- Xarxa neuronal quàntica dissipativa.
- Models quàntics ocults de Màrkov.
- Aprenentatge automàtic totalment quàntic.
- Aprenentatge automàtic quàntic explicable.

## Teoria de l'aprenentatge quàntic
La teoria de l'aprenentatge quàntic persegueix una anàlisi matemàtica de les generalitzacions quàntiques dels models d'aprenentatge clàssics i de les possibles acceleracions o altres millores que poden aportar. El marc és molt similar al de la teoria clàssica de l'aprenentatge computacional, però l'alumne en aquest cas és un dispositiu de processament d'informació quàntica, mentre que les dades poden ser clàssiques o quàntiques. La teoria de l'aprenentatge quàntic s'hauria de contrastar amb l'aprenentatge automàtic millorat quàntic comentat anteriorment, on l'objectiu era considerar problemes específics i utilitzar protocols quàntics per millorar la complexitat temporal dels algorismes clàssics per a aquests problemes. Tot i que la teoria de l'aprenentatge quàntic encara està en desenvolupament, s'han obtingut resultats parcials en aquesta direcció.